# Карелин проезд
Каре́лин прое́зд — улица в центре Москвы в Тверском районе между Бутырским Валом и Порядковым переулком

## Происхождение названия
Проезд был создан (как линейный объект) и получил своё название в 1990 году. Ранее существовавший Карелин тупик, названный в первые годы советской власти в честь владельца дома Николая Яковлевича Карелина, располагавшийся от Порядкового переулка до Горлова тупика, был упразднен в 1977 году. В 1990 году объекту улично-дорожной сети (с измененными границами и статусом), расположенному от улицы Бутырский Вал до Порядкового переулка, было присвоено наименование Карелин проезд.

## Описание
Карелин проезд начинается от улицы Бутырский Вал, проходит на восток, пересекает Угловой переулок и соединяется с Порядковым переулком.

## Примечательные здания
По нечётной стороне:
По чётной стороне: